# Sirène (héraldique)
Pour les articles homonymes, voir Sirène (homonymie).
La sirène est une figure héraldique imaginaire correspondant à son image « moderne » de femme marinée (à queue de poisson). Elle est toujours représentée flottant sur une mer ou sur une onde. En général, elle se peigne d'une main en se regardant dans un miroir qu'elle tient de l'autre. Si elle fait autre chose, il faut le blasonner (cf blason de Varsovie, portant une sirène au naturel armée d'une épée d'or et d'un bouclier du même). Lorsqu’elle paraît sur une mer, on en fait mention en décrivant les armes.
Ci-contre : sirène d'or.
Une variante de représentation fréquente est la sirène à deux queues tenant l'extrémité de chaque queue dans chaque main. Mais on la trouve rarement blasonnée comme telle (« à deux queues » ou « à double queue » étant perçue comme la forme « normale » pour ce meuble), parfois abusivement comme « mélusine », cette dernière traditionnellement très semblable à la sirène au peigne et miroir, mais toujours baignant dans une cuve.